# Zalog pod Uršulo
Zalog pod Uršulo este o localitate din comuna Šentjur, Slovenia, cu o populație de 44 de locuitori.